# Nyah West
Nyah West – miasto w Australii, w stanie Wiktoria.